# The Brothers of Destruction
Nhóm Brothers of Destruction là một nhóm đồng đội đâú vật chuyên nghiệp thi đấu cho WWE, gồm hai anh em (theo tuyến truyện) là  Kane và The Undertaker. Xuyên suốt trong các năm từ 1997 đến 2020, cả hai khi thì quay sang đấu đá nhau, khi thì hợp tác với nhau. Họ từng ba lần chiến thắng hai danh hiệu đồng đội (hai lần WWF Tag Team Championship và một lần WCW Tag Team Championship).

## Sơ lược về nhóm
- Thành viên: Undertaker, Kane.
- Tên gọi: Brothers of Destruction.
- Chiều cao:

- 6 ft 10 in (2.08 m) - The Undertaker.
- 7 ft (2.13 m) - Kane.

- Tổng cân nặng: 654 lb (297 kg).
- Thành lập: 1998.
- Câu lạc bội tham gia:WWE, WCW.

## Đòn cuối
- Chokeslam (Kane và Undertaker)
- Tombstone Piledriver (Kane và Undertaker)
- Double Chokeslam (Kane và Undertaker)
- Last Ride (Undertaker)

## Các chức vô địch và danh hiệu
- World Wrestling Entertainment

- WCW World Tag Team Championship (1 lần)
- World Tag Team Championship (2 lần)